# Torre Alháquime
Torre Alháquime – niewielka miejscowość w południowej Hiszpanii w Andaluzji w prowincji Kadyks, licząca niespełna 1000 mieszkańców.

## Atrakcje turystyczne
- Kościół parafialny wybudowany w 1775 r., a w nim zabytkowy ołtarz
- Ruiny dawnej twierdzy Nazarí
- Zabytkowe centrum i uliczki
- Pomnik Najświętszego Serca Pana Jezusa – Monumento al Sagrado Corazón de Jesús